# 龍洞駅 (広州市)
龍洞駅（りょうどうえき）は、中華人民共和国広東省広州市天河区天源路に位置する広州地下鉄6号線の駅である。

## 歴史
- 2016年12月28日: 6号線の駅として開業[1]。

## 隣の駅
広州地下鉄
■6号線
植物園駅 - 龍洞駅 - 柯木塱駅